# 伊藤貞嘉
伊藤 貞嘉（いとう さだよし）は、日本の医学者。東北大学名誉教授。専門は腎臓、高血圧、内分泌学。学位は、医学博士（東北大学）。
食塩の摂取によってレニンの分泌や腎血行動態が変わるメカニズムを実証したことで知られる。

## 来歴
宮城県登米市出身。登米市立米山中学校、宮城県古川高等学校卒業。1979年3月、東北大学医学部卒業。同年5月から古川市立病院に初期研修医として勤めた。1981年、東北大学医学部第二内科へ入局。1982年からアメリカ合衆国ミシガン州ヘンリーフォード病院内科高血圧研究部門へ留学。1986年、「単離輸入細動脈よりのレニン遊出 : 特に密集斑の役割に関して」で医学博士の学位を取得。
1987年、ヘンリーフォード病院内科高血圧研究部門招聘主任研究員。1994年、ケースウエスタンリザーブ大学内科准教授。1995年、東北大学第二内科講師。1996年、東北大学第二内科教育担当主任。1997年、東北大学第二内科教授及び東北大学医学部附属病院第二内科科長。1999年、東北大学大学院医学系研究科病態制御学講座・分子血管病態学分野教授。2002年、東北大学病院治験センター長及び東北大学病院血液浄化療法部長。2004年7月、東北大学大学院医学系研究科内科病態学講座・腎・高血圧・内分泌学分野教授。同年10月、国立大学法人東北大学総長特任補佐。2008年、東北大学大学院医学系研究科副研究科長及び東北大学医学部副学部長。2012年から2018年まで東北大学理事（研究担当）。2019年、公立刈田綜合病院特別管理者。

## 著書
- 循環器疾患2015年
- 重複障害のリハビリテーション（2015年）
- 腎臓内科レジデントマニュアル第7版（2015年）
- 南山堂医学大辞典第20版（2015年）
- 治療薬UP-TO-DATE 2015（2015年）

## 受賞
- 昭和63年 New Clinical Investigator Award（ヘンリーフォード病院）
- 平成05年 Young Investigator Award（第一等賞）（南北アメリカ高血圧学会 ）
- 平成05年 Young Scholar Award（アメリカ高血圧学会）
- 平成06年 Established Investigator Award（アメリカ心臓協会）
- 平成05年 ＮＩＨ Study Section, Review Reserve（～平成7年3月）
- 平成06年 アメリカ心臓協会ミシガン支部研究助成審査員（～平成7年3月）
- 平成09年 東北大学医学部奨学賞金賞
- 平成10年 日本医師会医学研究助成費
- 平成22年 日本腎臓財団学術賞
- 平成24年 ISH-APSH the trustee’s lectureship award
- 平成26年 Arthur C Corcoran Memorial Award（米国心臓協会）
- 平成27年 文部科学大臣表彰科学技術賞（研究部門）
- 平成27年 Distinguished Scientist Award (Robert Tigerstedt Award)（アメリカ高血圧学会）
- 平成27年 Silver Plate Award（ハンガリー腎臓財団）
- 平成27年 日本高血圧学会栄誉賞
- 令和元年 紫綬褒章[6][7]

## 論文・寄稿文
- 伊藤貞嘉, 阿部圭志, 尾股健, 保嶋実, 吉永馨「レニン分泌の密集斑機構とプロスタグランジン」『日本腎臓学会誌』第30巻第1号、日本腎臓学会.、1988年、85-90頁、doi:10.14842/jpnjnephrol1959.30.85、ISSN 0385-2385、NAID 130004063851。
- 主代昇, 阿部圭志, 伊藤貞嘉, 三沢誠一, 吉永馨「白ウサギ腎表層，中皮質，傍髄質輸入細動脈のレニン含量」『日本腎臓学会誌』第34巻第10号、日本腎臓学会、1992年、1107-1111頁、doi:10.14842/jpnjnephrol1959.34.1107、ISSN 0385-2385、NAID 130004169879。
- 伊藤貞嘉「腎機能のパラクリン機構調節」『日本内分泌学会雑誌』第72巻第2号、1996年3月、152頁、ISSN 00290661、NAID 10010971357。
- 伊藤貞嘉「高血圧症における腎臓の役割 : 傍糸球体装置の機能の解析」『東北医学雑誌』第109巻第2号、1997年12月、209-215頁、ISSN 00408700、NAID 10024472518。
- 太田昌宏, 伊藤貞嘉「炎症性疾患と低Na血症」『臨床病理』第46巻、1998年9月、28-28頁、ISSN 00471860、NAID 10005477358。
- 相原彰子, 宗像正徳, 今井潤, 布川徹, 伊藤貞嘉, 吉永馨「各種降圧薬の圧受容器反射におよぼす影響」『日本災害医学会会誌』第46巻第11号、1998年11月、690-696頁、ISSN 0386975X、NAID 10007333537。
- 矢尾板啓, 伊藤修, 有馬秀二, 遠藤好美, 竹内和久, 尾股健, 伊藤貞嘉「腎輸入細動脈におけるアデノシンの作用」『日本腎臓学会誌』第41巻第7号、日本腎臓学会、1999年、697-703頁、doi:10.14842/jpnjnephrol1959.41.697、ISSN 0385-2385、NAID 130004170508。
- 大高亮彦, 伊藤貞嘉「腎疾患を伴った高血圧 (特集 高血圧治療のストラテジー) -- (合併症をもつ患者への降圧療法)」『治療』第82巻第4号、南山堂、2000年4月、1339-1346頁、ISSN 00225207、NAID 40002457414。
- 近田龍一郎, 佐藤博, 坂井清英, 伊藤貞嘉, 高橋砂織「腎におけるrenin-binding proteinの発現とそのrenin活性制御機序」『日本泌尿器科学会雑誌』第93巻第2号、日本泌尿器科学会、2002年、310頁、doi:10.5980/jpnjurol.93.310_3、ISSN 0021-5287、NAID 110003102312。
- 城田祐子, 佐藤寿伸, 宮田正弘, 加藤潔, 二宮本報, 石井智徳, 佐々木毅, 伊藤貞嘉「30 全身性エリテマトーデス(SLE)患者へのplasmapheresis施行後の急性肺水腫の発症とその背景因子、血行動態の変化についての検討」『日本アフェレシス学会雑誌』第21巻、日本アフェレシス学会、2002年、123頁、NAID 110003151680。
- 伊藤貞嘉「慢性腎不全の現状と対策」『日本内科学会雑誌』第91巻、日本内科学会、2002年2月、109頁、doi:10.2169/naika.91.Supplement-Feb_109、ISSN 00215384、NAID 10011547246。
- 伊藤貞嘉「高血圧と糖尿病」『交通医学』第56巻第1号、2002年3月、9頁、ISSN 00225274、NAID 50001106668。
- 伊藤貞嘉「腎機能障害に応じた降圧薬の使い方」『日本臨牀』第61巻第7号、2003年、1210-1217頁、NAID 50000866411。
- 伊藤貞嘉「腎機能と心機能の連関」『循環器科』第56巻第6号、2004年、580-586頁、NAID 80017154774。
- 伊藤貞嘉「本態性高血圧症の発症と進展」『ホルモンと臨牀』第52巻第8号、2004年8月、823-827頁、ISSN 00457167、NAID 10013547244。
- 伊藤貞嘉「腎障害の評価と血圧管理」『日本内科学会雑誌』第94巻第3号、日本内科学会、2005年3月、558-562頁、doi:10.2169/naika.94.558、ISSN 00215384、NAID 10015501445。
- 茶木辰治, 伊藤貞嘉「レニン・アンジオテンシン系と腎保護 (特集 レニン・アンジオテンシン系と臓器保護)」『呼吸と循環』第53巻第8号、医学書院、2005年8月、809-813頁、ISSN 04523458、NAID 40006846845。
- 伊藤貞嘉「糖尿病性腎症治療におけるRAS阻害薬の新展開」『The Japanese journal of nephrology』第49巻第5号、日本腎臓学会、2007年7月、485-490頁、doi:10.14842/jpnjnephrol1959.49.485、ISSN 03852385、NAID 10019813617。
- 秋山泰利, 伊藤貞嘉「病態からみた心-腎連関 (特集 CKD--早期介入の意義と期待効果) -- (病因・病態)」『日本臨床』第66巻第9号、日本臨床社、2008年9月、1701-1705頁、ISSN 00471852、NAID 40016205336。
- 菅原明, 佐藤博, 伊藤貞嘉「実地医家にて見落とされやすい高カルシウム血症」『日本医事新報』第4409号、日本医事新報社、2008年10月、53-56頁、ISSN 03859215、NAID 40016276350。
- 伊藤貞嘉「CKDと心血管病の関連機序」『心臓』第41巻第7号、日本心臓財団、2009年、733-738頁、doi:10.11281/shinzo.41.733、ISSN 0586-4488、NAID 130003376967。
- 伊藤貞嘉「高血圧治療ガイドラインとその検証」『日本内科学会雑誌』第98巻第3号、日本内科学会、2009年3月、524-529頁、doi:10.2169/naika.98.524、ISSN 00215384、NAID 10024933894。
- 伊藤貞嘉「アルブミン尿の意味するもの (特集 尿を科学する)」『綜合臨床』第58巻第5号、永井書店、2009年5月、1172-1175頁、ISSN 03711900、NAID 40016697207。
- 角田一男, 斉藤和栄, 伊藤貞嘉「腎機能(GFR)の推定 (特集 新しい臨床検査) -- (心・腎領域)」『診断と治療』第97巻第9号、診断と治療社、2009年9月、1802-1809頁、ISSN 0370999X、NAID 40016812201。
- 森建文, 伊藤貞嘉「アンジオテンシンIIによる腎髄質機能調節」『The Japanese journal of nephrology』第52巻第2号、日本腎臓学会、2010年3月、114-119頁、ISSN 03852385、NAID 10026289800。
- 森建文, 伊藤貞嘉「脳心腎連関の進歩 (特集 全身性疾患と腎障害)」『綜合臨床』第60巻第6号、永井書店、2011年6月、1337-1340頁、ISSN 03711900、NAID 40018872146。
- 伊藤貞嘉「慢性腎臓病へのアプローチ」『日本内科学会雑誌』第101巻第3号、日本内科学会、2012年3月、614-618頁、doi:10.2169/naika.101.614、ISSN 00215384、NAID 10031123049。